# Auschwitzrättegångarna i Frankfurt
Auschwitzrättegångarna i Frankfurt var tre rättegångar mot personer som hade varit verksamma i koncentrations- och förintelselägret Auschwitz-Birkenau under andra världskriget.
Fritz Bauer utsågs  till allmän huvudåklagare i förbundslandet Hessen 1956. Han kom sedan att från 1959 tillsammans med tre åklagare att leda arbetet som ledde fram till den första av Auschwitzrättegångarna i Frankfurt 1963-1965. I processen stod 22 personer åtalade för brott i Auschwitz och under processen hördes 357 vittnen.

## Första Auschwitzrättegången 1963–1965

### Åtalade
| Namn               | Befattning                    | Dom                                         |
| ------------------ | ----------------------------- | ------------------------------------------- |
| Stefan Baretzki    | Blockführer                   | Livstids fängelse                           |
| Emil Bednarek      | Kapo                          | Livstids fängelse                           |
| Wilhelm Boger      | Gestapo-avdelningen           | Livstids fängelse                           |
| Arthur Breitwieser | Klädavdelningen               | Frikänd                                     |
| Pery Broad         | Gestapo-avdelningen           | 4 års fängelse                              |
| Victor Capesius    | Apotekare                     | 9 års fängelse                              |
| Klaus Dylewski     | Gestapo-avdelningen           | 5 års fängelse                              |
| Willi Frank        | Chef för tandläkaravdelningen | 7 års fängelse                              |
| Emil Hantl         | Sjuksköterskebiträde          | 3,5 års fängelse                            |
| Karl Höcker        | Adjutant                      | 7 års fängelse                              |
| Franz Hofmann      | Schutzhaftlagerführer         | Livstids fängelse                           |
| Oswald Kaduk       | Rapportführer                 | Livstids fängelse                           |
| Josef Klehr        | Sjuksköterskebiträde          | Livstids fängelse                           |
| Franz Lucas        | Lägerläkare                   | 3 år och 3 månaders fängelse senare frikänd |
| Robert Mulka       | Adjutant                      | 14 års fängelse                             |
| Willi Schatz       | Lägertandläkare               | Frikänd                                     |
| Herbert Scherpe    | SS-Oberscharführer            | 4,5 års fängelse                            |
| Bruno Schlage      | Blockführer                   | 6 års fängelse                              |
| Johann Schoberth   | Gestapo-avdelningen           | Frikänd                                     |
| Hans Stark         | Gestapo-avdelningen           | 10 års fängelse                             |

## Andra Auschwitzrättegången 1965–1966

### Åtalade
| Namn            | Befattning | Dom               |
| --------------- | ---------- | ----------------- |
| Wilhelm Burger  |            | 8 års fängelse    |
| Josef Erber     |            | Livstids fängelse |
| Gerhard Neubert |            | 3,5 års fängelse  |

## Tredje Auschwitzrättegången 1967–1968

### Åtalade
| Namn            | Befattning | Dom               |
| --------------- | ---------- | ----------------- |
| Bernhard Bonitz | Kapo       | Livstids fängelse |
| Josef Windeck   | Kapo       | Livstids fängelse |

### Webbkällor
- ”Geschichte des 1. Frankfurter Auschwitz-Prozesses (1963–1965)” (på tyska). Sammlung Frankfurter Auschwitz-Prozesse. Fritz Bauer Institut. Arkiverad från originalet den 5 maj 2012. https://www.webcitation.org/67ROsMCmJ?url=http://saalbau.com/auschwitz-prozess/fileadmin/redakteure/geschichte_1.ffm_prozess.pdf. Läst 5 maj 2012.